# Tetrarthrosoma asproengaeum
Tetrarthrosoma asproengaeum är en mångfotingart som först beskrevs av Hoffman och Hans Lohmander 1968.  Tetrarthrosoma asproengaeum ingår i släktet Tetrarthrosoma och familjen orangeridubbelfotingar. Inga underarter finns listade i Catalogue of Life.